# Eleição municipal de Anápolis em 2004
A eleição municipal de Anápolis em 2004 ocorreu nos dois turnos entre 3 de outubro e 31 de outubro. O prefeito titular era Pedro Sahium do PSB que tentou a reeleição e reelegeu-se, vencendo Rubens Otoni do PT no segundo turno.

## Candidatos
|  | Nº | Candidato(a) a prefeito | Candidato(a) a prefeito                            | Candidato(a) a vice-prefeito | Candidato(a) a vice-prefeito                         | Coligação |
|  | -- | ----------------------- | -------------------------------------------------- | ---------------------------- | ---------------------------------------------------- | --- |
|  | 40 |                         | Pedro Sahium (PSB) Pedro Fernando Sahium           |                              | Atair Pio (PP) Atair Pio de Oliveira                 | Anápolis que Queremos - Partido Socialista Brasileiro (PSB) - Partido Progressista (PP) - Partido Republicano Progressista (PRP) |
|  | 13 |                         | Rubens Otoni (PT) Rubens Otoni Gomide              |                              | José Vieira (PSDB) José Vieira da Silva              | Anápolis de Mãos Dadas - Partido dos Trabalhadores (PT) - Partido Trabalhista Brasileiro (PTB) - Partido Trabalhista Nacional (PTN) - Partido Popular Socialista (PPS) - Partido dos Aposentados da Nação (PAN) - Partido Humanista da Solidariedade (PHS) - Partido da Social Democracia Brasileira (PSDB) - Partido Comunista do Brasil (PCdoB) |
|  | 15 |                         | Onaide Santillo (PMDB) Onaide Silva Santillo       |                              | José Lopes (PSDC) José Lopes                         | União por Anápolis - Partido do Movimento Democrático Brasileiro (PMDB) - Partido Social Democrata Cristão (PSDC) - Partido Trabalhista Cristão (PTC) |
|  | 25 |                         | Frei Valdair de Jesus (PFL) Valdair de Jesus Costa |                              | Benedito Diogo (PDT) Benedito Diogo de Oliveira      | Esperança e Paz - Partido da Frente Liberal (PFL) - Partido Democrático Trabalhista (PDT) |
|  | 20 |                         | Dilmar Ferreira (PSC) Dilmar Ferreira              |                              | Maria Helena (PSC) Maria Helena de Freitas           | Partido não coligado - Partido Social Cristão (PSC) |
|  | 33 |                         | José de Lima (PMN) José Rodrigues de Lima Neto     |                              | Batista Lacerda (PMN) João Batista Soares de Lacerda | Mobilização e Trabalho - Partido da Mobilização Nacional (PMN) - Partido Trabalhista do Brasil (PTdoB) |
|  | 43 |                         | Ana Maria Lima (PV) Ana Maria de Castro Lima       |                              | Toinzinho (PSL) Antonio Fernandes de Oliveira Junior | Verde Vida - Partido Verde (PV) - Partido Social Liberal (PSL) - Partido Renovador Trabalhista Brasileiro (PRTB) |

## Resultado da eleição

### Primeiro turno
| Candidato             | Partido | Votos  | Percentual |
| --------------------- | ------- | ------ | ---------- |
| Pedro Sahium          | PSB     | 54.386 | 34,62%     |
| Rubens Otoni          | PT      | 42.097 | 26,80%     |
| Frei Valdair de Jesus | PFL     | 33.351 | 21,23%     |
| Onaide Santillo       | PMDB    | 20.452 | 13,02%     |
| José de Lima          | PMN     | 4.813  | 3,06%      |
| Dilmar Ferreira       | PSC     | 1.237  | 0,78%      |
| Ana Maria Lima        | PV      | 738    | 0,47%      |

### Segundo turno
| Candidato    | Partido | Votos  | Percentual |
| ------------ | ------- | ------ | ---------- |
| Pedro Sahium | PSB     | 83.612 | 55,19%     |
| Rubens Otoni | PT      | 67.866 | 44,80%     |